# Laurent de Brunhoff
Pour les articles homonymes, voir Brunhoff.
Laurent de Brunhoff, né le 30 août 1925 à Paris et mort le 22 mars 2024 à Key West (Floride), est un auteur et illustrateur français, co-créateur du personnage de Babar.

## Biographie
Laurent de Brunhoff est né le 30 août 1925 à Paris. Il est le fils aîné de Jean de Brunhoff et de la pianiste Cécile Sabouraud, sœur du peintre Émile Sabouraud,. Il est également le petit-fils de l'éditeur Maurice de Brunhoff et l'arrière-arrière-petit-fils naturel d’Oscar Ier, roi de Suède et de Norvège. Son frère Mathieu est pédiatre et son frère cadet, Thierry de Brunhoff, est d'abord pianiste comme sa mère, puis moine.
À 13 ans, au décès soudain de son père, il prend, poussé par son oncle paternel Michel de Brunhoff, le relais de son père, d'abord en achevant la mise en couleurs de deux de ses titres qui étaient en chantier, puis en publiant Babar et ce coquin d'Arthur en 1946.
Depuis cette date, il publie quinze nouveaux titres, augmentant à sa façon le monde imaginaire de Babar. Ses albums ont tous été publiés chez Hachette Jeunesse, maison d'édition où son père avait publié ses albums après que les premiers eurent été publiés aux Éditions du Jardin des Modes.
Il continue ainsi les aventures de Babar créées par son père, assisté par Paul Vleminckx.
En 1983, il co-écrit avec Jean-Jacques Debout, et sur une musique de ce dernier, le texte de la chanson Babar, interprétée par Chantal Goya, qui devient l'un des grands succès de la chanteuse,.
Il s'installe aux États-Unis en 1985. Il épouse d’abord Marie-Claude Bloch, puis Phyllis Rose (en) (née Davidoff), critique littéraire, essayiste et biographe.
Laurent de Brunhoff est le cousin de Brigitte Sabouraud, qui est autrice, compositrice, interprète de chansons françaises et cofondatrice du cabaret L'Écluse.
En décembre 2011, il est élevé au grade de commandeur dans l'ordre des Arts et des Lettres.
Il meurt le 22 mars 2024 à son domicile de Key West en Floride.

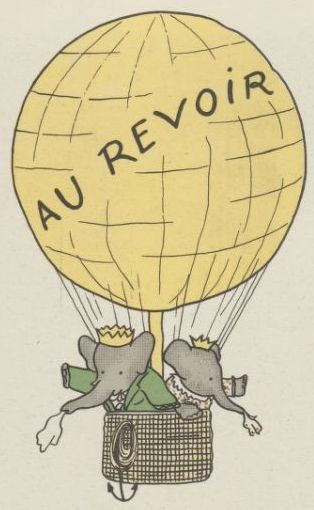
Illustration extraite de Histoire de Babar, le petit éléphant (1931).

## Œuvres
- Babar, Hachette Jeunesse

1. Babar et ce coquin d'Arthur (1946)
2. Pique-nique chez Babar, (1949)
3. Babar dans l'île aux oiseaux (1952)
4. La fête de Célesteville (1954)
5. Babar et le professeur Grifaton (1956)
6. Le Château de Babar (1961)
7. Babar en Amérique (1965)
8. Babar à New York (1966)
9. L'anniversaire de Babar (1972)
10. Babar sur la planète molle (1974)
11. Babar et le Wouly-Wouly (1977)
12. Babar et les quatre voleurs (1979)
13. Babar et le fantôme (1981)
14. Babar et sa fille Isabelle (1988)
15. La victoire de Babar (1992)
16. Babar et la cité perdue (1995)
17. Coup de foudre aux Jeux de Célesteville (2011)
18. L'île du Paradis (2014)
19. Babar à Paris (2017)